# Kapchemoyiwo
Kapchemoiywo er en by i distriktet Nandi i provinsen Rift Valley i Kenya. 
Wilson Kipketer er født i Kalenjin-stammen i Kapchemoyiwo